# Tim Ream
Timothy Michael Ream (St. Louis, 5 ottobre 1987) è un calciatore statunitense, difensore dello Charlotte FC e della nazionale statunitense.

## Statistiche

### Presenze e reti nei club
Statistiche aggiornate al 10 giugno 2025.
| Stagione              | Squadra               | Campionato            | Campionato | Campionato | Coppe nazionali | Coppe nazionali | Coppe nazionali | Coppe continentali | Coppe continentali | Coppe continentali | Altre coppe | Altre coppe | Altre coppe | Totale | Totale |
| Stagione              | Squadra               | Comp                  | Pres       | Reti       | Comp            | Pres            | Reti            | Comp               | Pres               | Reti               | Comp        | Pres        | Reti        | Pres   | Reti   |
| --------------------- | --------------------- | --------------------- | ---------- | ---------- | --------------- | --------------- | --------------- | ------------------ | ------------------ | ------------------ | ----------- | ----------- | ----------- | ------ | ------ |
| 2010                  | N.Y. Red Bulls        | MLS                   | 30+2       | 1          | USOC            | 1               | 0               | -                  | -                  | -                  | -           | -           | -           | 33     | 1      |
| 2011                  | N.Y. Red Bulls        | MLS                   | 28+3       | 0          | USOC            | 1               | 0               | -                  | -                  | -                  | -           | -           | -           | 32     | 0      |
| Totale N.Y. Red Bulls | Totale N.Y. Red Bulls | Totale N.Y. Red Bulls | 58+5       | 1          |                 | 2               | 0               |                    | -                  | -                  |             | -           | -           | 65     | 1      |
| gen.-giu. 2012        | Bolton                | PL                    | 13         | 0          | FACup+CdL       | 2+0             | 0               | -                  | -                  | -                  | -           | -           | -           | 15     | 0      |
| 2012-2013             | Bolton                | FLC                   | 15         | 0          | FACup+CdL       | 1+1             | 0               | -                  | -                  | -                  | -           | -           | -           | 17     | 0      |
| 2013-2014             | Bolton                | FLC                   | 42         | 0          | FACup+CdL       | 2+1             | 0               | -                  | -                  | -                  | -           | -           | -           | 45     | 0      |
| 2014-2015             | Bolton                | FLC                   | 44         | 0          | FACup+CdL       | 3+2             | 0               | -                  | -                  | -                  | -           | -           | -           | 49     | 0      |
| Totale Bolton         | Totale Bolton         | Totale Bolton         | 114        | 0          |                 | 12              | 0               |                    | -                  | -                  |             | -           | -           | 126    | 0      |
| 2015-2016             | Fulham                | FLC                   | 29         | 0          | FACup+CdL       | 1+2             | 0               | -                  | -                  | -                  | -           | -           | -           | 32     | 0      |
| 2016-2017             | Fulham                | FLC                   | 34+2       | 1          | FACup+CdL       | 3+3             | 0               | -                  | -                  | -                  | -           | -           | -           | 42     | 1      |
| 2017-2018             | Fulham                | FLC                   | 44+3       | 1          | FACup+CdL       | 1+0             | 0               | -                  | -                  | -                  | -           | -           | -           | 48     | 1      |
| 2018-2019             | Fulham                | PL                    | 26         | 0          | FACup+CdL       | 1+2             | 0               | -                  | -                  | -                  | -           | -           | -           | 29     | 0      |
| 2019-2020             | Fulham                | FLC                   | 44+3       | 0          | FACup+CdL       | 1+0             | 0               | -                  | -                  | -                  | -           | -           | -           | 48     | 0      |
| 2020-2021             | Fulham                | PL                    | 7          | 0          | FACup+CdL       | 2+1             | 0               | -                  | -                  | -                  | -           | -           | -           | 10     | 0      |
| 2021-2022             | Fulham                | FLC                   | 46         | 1          | FACup+CdL       | 1+0             | 0               | -                  | -                  | -                  | -           | -           | -           | 47     | 1      |
| 2022-2023             | Fulham                | PL                    | 33         | 1          | FACup+CdL       | 2+0             | 0               | -                  | -                  | -                  | -           | -           | -           | 35     | 1      |
| 2023-2024             | Fulham                | PL                    | 18         | 1          | FACup+CdL       | 1+2             | 0               | -                  | -                  | -                  | -           | -           | -           | 21     | 1      |
| Totale Fulham         | Totale Fulham         | Totale Fulham         | 281+8      | 5          |                 | 23              | 0               |                    | -                  | -                  |             | -           | -           | 312    | 5      |
| ago.-dic. 2024        | Charlotte FC          | MLS                   | 9+3        | 1          | -               | -               | -               | -                  | -                  | -                  | -           | -           | -           | 12     | 1      |
| 2025                  | Charlotte FC          | MLS                   | 14         | 0          | USOC            | 2               | 0               | -                  | -                  | -                  | -           | -           | -           | 16     | 0      |
| Totale Charlotte FC   | Totale Charlotte FC   | Totale Charlotte FC   | 23+3       | 1          |                 | 2               | 0               |                    | -                  | -                  |             | -           | -           | 28     | 1      |
| Totale carriera       | Totale carriera       | Totale carriera       | 492        | 7          |                 | 39              | 0               |                    | -                  | -                  |             | -           | -           | 531    | 7      |

### Cronologia presenze e reti in nazionale
| Cronologia completa delle presenze e delle reti in nazionale ― Stati Uniti | Cronologia completa delle presenze e delle reti in nazionale ― Stati Uniti | Cronologia completa delle presenze e delle reti in nazionale ― Stati Uniti | Cronologia completa delle presenze e delle reti in nazionale ― Stati Uniti | Cronologia completa delle presenze e delle reti in nazionale ― Stati Uniti | Cronologia completa delle presenze e delle reti in nazionale ― Stati Uniti | Cronologia completa delle presenze e delle reti in nazionale ― Stati Uniti | Cronologia completa delle presenze e delle reti in nazionale ― Stati Uniti |
| Data                                                                       | Città                                                                      | In casa                                                                    | Risultato                                                                  | Ospiti                                                                     | Competizione                                                               | Reti                                                                       | Note                                                                       |
| -------------------------------------------------------------------------- | -------------------------------------------------------------------------- | -------------------------------------------------------------------------- | -------------------------------------------------------------------------- | -------------------------------------------------------------------------- | -------------------------------------------------------------------------- | -------------------------------------------------------------------------- | -------------------------------------------------------------------------- |
| 17-11-2010                                                                 | Durban                                                                     | Sudafrica                                                                  | 0 – 1                                                                      | Stati Uniti                                                                | Amichevole                                                                 | -                                                                          | 67’                                                                        |
| 23-1-2011                                                                  | Carson                                                                     | Stati Uniti                                                                | 1 – 1                                                                      | Cile                                                                       | Amichevole                                                                 | -                                                                          |                                                                            |
| 29-3-2011                                                                  | Nashville                                                                  | Stati Uniti                                                                | 0 – 1                                                                      | Paraguay                                                                   | Amichevole                                                                 | -                                                                          |                                                                            |
| 4-6-2011                                                                   | Foxborough                                                                 | Stati Uniti                                                                | 0 – 4                                                                      | Spagna                                                                     | Amichevole                                                                 | -                                                                          |                                                                            |
| 7-6-2011                                                                   | Detroit                                                                    | Stati Uniti                                                                | 2 – 0                                                                      | Canada                                                                     | Gold Cup 2011 - 1º turno                                                   | -                                                                          |                                                                            |
| 11-6-2011                                                                  | Tampa                                                                      | Stati Uniti                                                                | 1 – 2                                                                      | Panama                                                                     | Gold Cup 2011 - 1º turno                                                   | -                                                                          |                                                                            |
| 11-10-2011                                                                 | Harrison                                                                   | Stati Uniti                                                                | 0 – 1                                                                      | Ecuador                                                                    | Amichevole                                                                 | -                                                                          | 72’                                                                        |
| 3-9-2014                                                                   | Praga                                                                      | Rep. Ceca                                                                  | 0 – 1                                                                      | Stati Uniti                                                                | Amichevole                                                                 | -                                                                          | 46’                                                                        |
| 11-10-2014                                                                 | East Rutherford                                                            | Stati Uniti                                                                | 1 – 1                                                                      | Ecuador                                                                    | Amichevole                                                                 | -                                                                          | 62’                                                                        |
| 14-10-2014                                                                 | Boca Raton                                                                 | Stati Uniti                                                                | 1 – 1                                                                      | Honduras                                                                   | Amichevole                                                                 | -                                                                          | 63’                                                                        |
| 18-11-2014                                                                 | Dublino                                                                    | Irlanda                                                                    | 4 – 1                                                                      | Stati Uniti                                                                | Amichevole                                                                 | -                                                                          | 87’                                                                        |
| 31-3-2015                                                                  | Zurigo                                                                     | Svizzera                                                                   | 1 – 1                                                                      | Stati Uniti                                                                | Amichevole                                                                 | -                                                                          | 89’                                                                        |
| 3-7-2015                                                                   | Nashville                                                                  | Stati Uniti                                                                | 4 – 0                                                                      | Guatemala                                                                  | Amichevole                                                                 | -                                                                          | 62’                                                                        |
| 10-7-2015                                                                  | Foxborough                                                                 | Stati Uniti                                                                | 1 – 0                                                                      | Haiti                                                                      | Gold Cup 2015 - 1º turno                                                   | -                                                                          |                                                                            |
| 25-7-2015                                                                  | Filadelfia                                                                 | Stati Uniti                                                                | 1 – 1 dts (2 - 3 dtr)                                                      | Panama                                                                     | Gold Cup 2015 - Finale 3º posto                                            | -                                                                          |                                                                            |
| 5-9-2015                                                                   | Washington                                                                 | Stati Uniti                                                                | 2 – 1                                                                      | Perù                                                                       | Amichevole                                                                 | -                                                                          |                                                                            |
| 8-9-2015                                                                   | Foxborough                                                                 | Stati Uniti                                                                | 1 – 4                                                                      | Brasile                                                                    | Amichevole                                                                 | -                                                                          |                                                                            |
| 13-10-2015                                                                 | Oklahoma City                                                              | Stati Uniti                                                                | 0 – 1                                                                      | Costa Rica                                                                 | Amichevole                                                                 | -                                                                          | 64’                                                                        |
| 13-11-2015                                                                 | Saint Louis                                                                | Stati Uniti                                                                | 6 – 1                                                                      | Saint Vincent e Grenadine                                                  | Qual. Mondiali 2018                                                        | -                                                                          |                                                                            |
| 17-11-2015                                                                 | Port of Spain                                                              | Trinidad e Tobago                                                          | 0 – 0                                                                      | Stati Uniti                                                                | Qual. Mondiali 2018                                                        | -                                                                          | 68’                                                                        |
| 22-5-2016                                                                  | Bayamón                                                                    | Porto Rico                                                                 | 1 – 3                                                                      | Stati Uniti                                                                | Amichevole                                                                 | 1                                                                          | 63’                                                                        |
| 24-3-2017                                                                  | Los Angeles                                                                | Stati Uniti                                                                | 6 – 0                                                                      | Honduras                                                                   | Qual. Mondiali 2018                                                        | -                                                                          | 70’                                                                        |
| 28-3-2017                                                                  | Panama                                                                     | Panama                                                                     | 1 – 1                                                                      | Stati Uniti                                                                | Qual. Mondiali 2018                                                        | -                                                                          |                                                                            |
| 3-6-2017                                                                   | Sandy                                                                      | Stati Uniti                                                                | 1 – 1                                                                      | Venezuela                                                                  | Amichevole                                                                 | -                                                                          | 63’                                                                        |
| 11-6-2017                                                                  | Città del Messico                                                          | Messico                                                                    | 1 – 1                                                                      | Stati Uniti                                                                | Qual. Mondiali 2018                                                        | -                                                                          |                                                                            |
| 1-9-2017                                                                   | Austin                                                                     | Stati Uniti                                                                | 0 – 2                                                                      | Costa Rica                                                                 | Qual. Mondiali 2018                                                        | -                                                                          |                                                                            |
| 22-3-2019                                                                  | Orlando                                                                    | Stati Uniti                                                                | 1 – 0                                                                      | Ecuador                                                                    | Amichevole                                                                 | -                                                                          | Cap.                                                                       |
| 27-3-2019                                                                  | Houston                                                                    | Stati Uniti                                                                | 1 – 1                                                                      | Cile                                                                       | Amichevole                                                                 | -                                                                          |                                                                            |
| 6-6-2019                                                                   | Washington                                                                 | Stati Uniti                                                                | 0 – 1                                                                      | Giamaica                                                                   | Amichevole                                                                 | -                                                                          | 59’                                                                        |
| 9-6-2019                                                                   | Cincinnati                                                                 | Stati Uniti                                                                | 0 – 3                                                                      | Venezuela                                                                  | Amichevole                                                                 | -                                                                          | 78’                                                                        |
| 19-6-2019                                                                  | Saint Paul                                                                 | Stati Uniti                                                                | 4 – 0                                                                      | Guyana                                                                     | Gold Cup 2019 - 1º turno                                                   | -                                                                          |                                                                            |
| 23-6-2019                                                                  | Cleveland                                                                  | Stati Uniti                                                                | 6 – 0                                                                      | Trinidad e Tobago                                                          | Gold Cup 2019 - 1º turno                                                   | -                                                                          |                                                                            |
| 30-6-2019                                                                  | Filadelfia                                                                 | Stati Uniti                                                                | 1 – 0                                                                      | Curaçao                                                                    | Gold Cup 2019 - Quarti di finale                                           | -                                                                          |                                                                            |
| 3-7-2019                                                                   | Nashville                                                                  | Giamaica                                                                   | 1 – 3                                                                      | Stati Uniti                                                                | Gold Cup 2019 - Semifinale                                                 | -                                                                          | Cap.                                                                       |
| 7-7-2019                                                                   | Chicago                                                                    | Messico                                                                    | 1 – 0                                                                      | Stati Uniti                                                                | Gold Cup 2019 - Finale                                                     | -                                                                          | 83’                                                                        |
| 11-9-2019                                                                  | Miami                                                                      | Stati Uniti                                                                | 1 – 1                                                                      | Uruguay                                                                    | Amichevole                                                                 | -                                                                          | Cap.                                                                       |
| 12-10-2019                                                                 | Washington                                                                 | Stati Uniti                                                                | 7 – 0                                                                      | Cuba                                                                       | CONCACAF Nations League 2019-2020 - 2º turno                               | -                                                                          |                                                                            |
| 16-10-2019                                                                 | Toronto                                                                    | Canada                                                                     | 2 – 0                                                                      | Stati Uniti                                                                | CONCACAF Nations League 2019-2020 - 2º turno                               | -                                                                          | Cap.                                                                       |
| 15-11-2019                                                                 | Orlando                                                                    | Stati Uniti                                                                | 4 – 1                                                                      | Canada                                                                     | CONCACAF Nations League 2019-2020 - 2º turno                               | -                                                                          | Cap.                                                                       |
| 19-11-2019                                                                 | George Town                                                                | Cuba                                                                       | 0 – 4                                                                      | Stati Uniti                                                                | CONCACAF Nations League 2019-2020 - 2º turno                               | -                                                                          |                                                                            |
| 16-11-2020                                                                 | Wiener Neustadt                                                            | Stati Uniti                                                                | 6 – 2                                                                      | Panama                                                                     | Amichevole                                                                 | -                                                                          |                                                                            |
| 28-3-2021                                                                  | Belfast                                                                    | Irlanda del Nord                                                           | 1 – 2                                                                      | Stati Uniti                                                                | Amichevole                                                                 | -                                                                          |                                                                            |
| 30-5-2021                                                                  | San Gallo                                                                  | Svizzera                                                                   | 2 – 1                                                                      | Stati Uniti                                                                | Amichevole                                                                 | -                                                                          | 61’                                                                        |
| 7-6-2021                                                                   | Denver                                                                     | Stati Uniti                                                                | 3 – 2 dts                                                                  | Messico                                                                    | CONCACAF Nations League 2019-2020 - Finale                                 | -                                                                          | 82’                                                                        |
| 9-6-2021                                                                   | Sandy                                                                      | Stati Uniti                                                                | 4 – 0                                                                      | Costa Rica                                                                 | Amichevole                                                                 | -                                                                          |                                                                            |
| 2-9-2021                                                                   | San Salvador                                                               | El Salvador                                                                | 0 – 0                                                                      | Stati Uniti                                                                | Qual. Mondiali 2022                                                        | -                                                                          |                                                                            |
| 21-11-2022                                                                 | Al Rayyan                                                                  | Stati Uniti                                                                | 1 – 1                                                                      | Galles                                                                     | Mondiali 2022 - 1º turno                                                   | -                                                                          | 51’                                                                        |
| 25-11-2022                                                                 | Al Khawr                                                                   | Inghilterra                                                                | 0 – 0                                                                      | Stati Uniti                                                                | Mondiali 2022 - 1º turno                                                   | -                                                                          |                                                                            |
| 29-11-2022                                                                 | Doha                                                                       | Iran                                                                       | 0 – 1                                                                      | Stati Uniti                                                                | Mondiali 2022 - 1º turno                                                   | -                                                                          |                                                                            |
| 3-12-2022                                                                  | Al Rayyan                                                                  | Paesi Bassi                                                                | 3 – 1                                                                      | Stati Uniti                                                                | Mondiali 2022 - Ottavi di finale                                           | -                                                                          |                                                                            |
| 27-3-2023                                                                  | Orlando                                                                    | Stati Uniti                                                                | 1 – 0                                                                      | El Salvador                                                                | CONCACAF Nations League 2022-2023 - 1º turno                               | -                                                                          |                                                                            |
| 9-9-2023                                                                   | St. Louis                                                                  | Stati Uniti                                                                | 3 – 0                                                                      | Uzbekistan                                                                 | Amichevole                                                                 | -                                                                          | cap.                                                                       |
| 14-10-2023                                                                 | East Hartford                                                              | Stati Uniti                                                                | 1 – 3                                                                      | Germania                                                                   | Amichevole                                                                 | -                                                                          |                                                                            |
| 16-11-2023                                                                 | Austin                                                                     | Stati Uniti                                                                | 3 – 0                                                                      | Trinidad e Tobago                                                          | CONCACAF Nations League 2023-2024 - Quarti di finale                       | -                                                                          | cap.                                                                       |
| 21-11-2023                                                                 | Port of Spain                                                              | Trinidad e Tobago                                                          | 2 – 1                                                                      | Stati Uniti                                                                | CONCACAF Nations League 2023-2024 - Quarti di finale                       | -                                                                          | cap.                                                                       |
| 24-3-2024                                                                  | Arlington                                                                  | Stati Uniti                                                                | 2 – 0                                                                      | Messico                                                                    | CONCACAF Nations League 2023-2024 - Finale                                 | -                                                                          |                                                                            |
| 8-6-2024                                                                   | Landover                                                                   | Stati Uniti                                                                | 1 – 5                                                                      | Colombia                                                                   | Amichevole                                                                 | -                                                                          | 62’                                                                        |
| 12-6-2024                                                                  | Orlando                                                                    | Stati Uniti                                                                | 1 – 1                                                                      | Brasile                                                                    | Amichevole                                                                 | -                                                                          |                                                                            |
| 23-6-2024                                                                  | Arlington                                                                  | Stati Uniti                                                                | 2 – 0                                                                      | Bolivia                                                                    | Coppa America 2024 - 1º turno                                              | -                                                                          |                                                                            |
| 27-6-2024                                                                  | Atlanta                                                                    | Panama                                                                     | 2 – 1                                                                      | Stati Uniti                                                                | Coppa America 2024 - 1º turno                                              | -                                                                          | 86’                                                                        |
| 1-7-2024                                                                   | Kansas City                                                                | Stati Uniti                                                                | 0 – 1                                                                      | Uruguay                                                                    | Coppa America 2024 - 1º turno                                              | -                                                                          | 89’                                                                        |
| 7-9-2024                                                                   | Kansas City                                                                | Stati Uniti                                                                | 1 – 2                                                                      | Canada                                                                     | Amichevole                                                                 | -                                                                          |                                                                            |
| 12-10-2024                                                                 | Austin                                                                     | Stati Uniti                                                                | 2 – 0                                                                      | Panama                                                                     | Amichevole                                                                 | -                                                                          | cap.                                                                       |
| 15-10-2024                                                                 | Guadalajara                                                                | Messico                                                                    | 2 – 0                                                                      | Stati Uniti                                                                | Amichevole                                                                 | -                                                                          | cap.                                                                       |
| 14-11-2024                                                                 | Kingston                                                                   | Giamaica                                                                   | 0 – 1                                                                      | Stati Uniti                                                                | CONCACAF Nations League 2024-2025 - Quarti di finale                       | -                                                                          | cap.                                                                       |
| 18-11-2024                                                                 | Saint Louis                                                                | Stati Uniti                                                                | 4 – 2                                                                      | Giamaica                                                                   | CONCACAF Nations League 2024-2025 - Quarti di finale                       | -                                                                          | cap.                                                                       |
| 23-1-2025                                                                  | Orlando                                                                    | Stati Uniti                                                                | 3 – 0                                                                      | Costa Rica                                                                 | Amichevole                                                                 | -                                                                          | cap.                                                                       |
| 20-3-2025                                                                  | Inglewood                                                                  | Stati Uniti                                                                | 0 – 1                                                                      | Panama                                                                     | CONCACAF Nations League 2024-2025 - Semifinale                             | -                                                                          | Cap.                                                                       |
| 10-6-2025                                                                  | Nashville                                                                  | Stati Uniti                                                                | 0 – 4                                                                      | Svizzera                                                                   | Amichevole                                                                 | -                                                                          | 46’                                                                        |
| 15-6-2025                                                                  | San Jose                                                                   | Stati Uniti                                                                | 5 – 0                                                                      | Trinidad e Tobago                                                          | Gold Cup 2025 - 1º turno                                                   | -                                                                          | Cap.                                                                       |
| 19-6-2025                                                                  | Austin                                                                     | Arabia Saudita                                                             | 0 – 1                                                                      | Stati Uniti                                                                | Gold Cup 2025 - 1º turno                                                   | -                                                                          | Cap.                                                                       |
| 22-6-2025                                                                  | Arlington                                                                  | Stati Uniti                                                                | 2 – 1                                                                      | Haiti                                                                      | Gold Cup 2025 - 1° turno                                                   | -                                                                          | Cap.                                                                       |
| 29-6-2025                                                                  | Minneapolis                                                                | Stati Uniti                                                                | 2 – 2 (4 – 3 dtr)                                                          | Costa Rica                                                                 | Gold Cup 2025 - Quarti di finale                                           | -                                                                          | Cap.                                                                       |
| 2-7-2025                                                                   | St. Louis                                                                  | Stati Uniti                                                                | 2 – 1                                                                      | Guatemala                                                                  | Gold Cup 2025 - Semifinale                                                 | -                                                                          | Cap.                                                                       |
| 6-7-2025                                                                   | Houston                                                                    | Stati Uniti                                                                | 1 – 2                                                                      | Messico                                                                    | Gold Cup 2025 - Finale                                                     | -                                                                          | Cap.                                                                       |
| Totale                                                                     |                                                                            | Presenze                                                                   | 75                                                                         |                                                                            | Reti                                                                       | 1                                                                          |                                                                            |

## Palmarès

### Club

#### Competizioni nazionali
- Campionato inglese di seconda divisione: 1

Fulham: 2021-2022

### Nazionale
- CONCACAF Nations League: 2

2019-2020, 2023-2024